# قطعنامه ۱۷۴ شورای امنیت
قطعنامه ۱۷۴ شورای امنیت سازمان ملل متحد که در تاریخ ۱۲ سپتامبر ۱۹۶۲ تصویب شد، سندی بین‌المللی دربارهٔ پذیرش اعضای جدید سازمان ملل متحد: جامائیکا است. این قطعنامه طی نشست ۱۰۱۸ام با ۱۱ موافق، ۰ مخالف و ۰ ممتنع تصویب شد.